# Maripasoula
Maripasoula é uma comuna francesa do departamento de ultramar da Guiana Francesa. Sua população em 2007 era de 5 545 habitantes.
A cidade é povoada em sua maioria por pessoas de etnia Boni. Há também índios, crioulos, brasileiros e haitianos.

## Ligações Externas
- Site do Conselho geral da Guiana
- Exibição aérea de Maripasoula.